# Anastatus oscari
Anastatus oscari är en stekelart som först beskrevs av Johannes Friedrich Ruthe 1859.  Anastatus oscari ingår i släktet Anastatus och familjen hoppglanssteklar. Inga underarter finns listade i Catalogue of Life.